# Аснар Санш
Аснар Санш (баск.: Aznar Antso, гаск.: Aznar Sans, д/н — 819) — правитель графства Ближня Васконь в 820—836 роках. Наприкінці правління зумів об'єднати усю Васконію, спробував здобути самостійність від Франкської імперії, але зазнав поразки.

## Життєпис
Походив з династії Гатонідів (Гасконський дім). Старший син Санша I Лупа, герцога Васконії. Про народження та молоді роки замало відомостей. Після поразки повстання на чолі із герцогами Гарсією I і Лупом III Центулом у 819 році Васконія опинилася окупавана франкськими військами.
820 року з герцогства було виокремлено графство Бордо і Бігорр. Сама Васконія отримала статус графства, яке було передано Аснару Саншу. Стосовно його титулу існують дискусії. Низка дослідників вважає, що він продовжував носити титул герцога, але керував графством Ближня Васконія (східна частина герцогства). Західну Васконію, після придушення повстань, отримав франк Ебль, ставши також графом.
У 824 році Аснар Санш та Ебль за наказом франкського імператора Людовика I рушив проти Ініго I, графа Памплони, якого підтримував Кордовський емірат. Спроба васконо-франкського війська захопити Памплону виявилася невдалою. До того ж проти них виступив емір Бану-Касу Тудельський. Зрештою у Другій Ронсельванській битві Аснар Санш і Ебль зазнали нищівної поразки, потрапивши у полон. Ебля було відправлено до Кордови, а Аснара Санша звільнено без викупу.
У 828 році за допомогою Бернара I, герцога Септиманії, придушив повстання в Західній Васконії, об'єднавши усю Васконію. Напевне саме тоді міг отримати титул герцога. У 831 році ймовірно за підтримки Ініго I, дукса Памплони, Аснар Санш повстав проти франків. Боротьбу вів до 836 року, коли загинув. Трон зайняв його молодший брат Санш II.

## Родина
- Гарсія (д/н—після 846), 1-й граф Комменж